# Claude Esteban
Pour les articles homonymes, voir Esteban.
Œuvres principales
- Le Jour à peine écrit (1967-1992) (poèmes)
- Morceaux de ciel, presque rien (poèmes, 2001)
- La Mort à distance (poèmes, 2007)
- Un lieu hors de tout lieu (essai de poétique, 1979)
- Le Partage des mots (essai autobiographique, 1990)
- Soleil dans une pièce vide (Scénographies d'Edward Hopper, 1991)
- Par-delà les figures. Écrits sur l'art, 1964-2006 (2024)

Claude Esteban (prononcé [ɛs.te.bɑ̃]), né le 26 juillet 1935 à Paris où il est mort le 10 avril 2006, est un poète français.
Fondateur de la revue Argile aux éditions Maeght, il est aussi l'auteur de nombreux écrits sur l'art et sur la poésie, ainsi que le traducteur de Jorge Guillén, Octavio Paz, Borges, García Lorca, Quevedo, parmi d'autres.

## Biographie
De père espagnol et de mère française, partagé entre deux idiomes, Claude Esteban est marqué par le sentiment douloureux d'une division et d'un exil dans le langage, qui se trouve à la source même de sa vocation poétique. Il retrace cette expérience dans Le Partage des mots, essai autobiographique sur le langage et l'impossible bilinguisme, qui le mène à l'écriture poétique et au choix d'une langue, le français. Dominé par ce sentiment d'un « partage », il aura pour souci de « rassembler l'épars », de dépasser les séparations, et ainsi de réunir poésie et peinture, de traduire et donner à lire les poésies étrangères en français, d'écrire pour retrouver un lien immédiat entre soi et le monde sensible.
Claude Esteban effectue sa scolarité au Lycée Saint-Louis-de-Gonzague, rue Franklin à Paris, puis entre en hypokhâgne et  en khâgne au Lycée Louis-le-Grand. Il intègre ensuite l'École normale supérieure de la rue d’Ulm. En 1958, alors qu'il consacre sa maîtrise à l'œuvre de Jorge Guillén, il fait la connaissance du poète espagnol à Madrid ; cette rencontre est déterminante, une amitié naît et Guillén devient pour lui une sorte de père spirituel.
Lauréat de l'agrégation d'espagnol en 1959, Esteban s’installe à Tanger où il enseigne l’espagnol au Lycée Regnault. De retour à Paris, il fait une autre rencontre déterminante, celle d'Yves Bonnefoy avec lequel il entretiendra une longue amitié. En 1964, il épouse la peintre Denise Simon ; le couple s'installe au 11 de la rue Daguerre dans le 14e arrondissement de Paris.
Collaborateur du Mercure de France à partir de 1964, puis de La Nouvelle Revue française, revues dans lesquelles il écrit de nombreux articles sur des poètes et des peintres, il fonde en 1973, à la demande d'Aimé Maeght et avec l'appui moral de René Char, la revue Argile, dont les vingt-quatre numéros n'ont pas cessé, huit années durant, de témoigner de la connivence entre poésie et peinture, tout en accordant un espace nouveau à la poésie étrangère traduite. Parallèlement, il consacre une monographie à Chillida, une autre à Palazuelo, il écrit des articles et préface de nombreux catalogues d'expositions d'artistes, tels Morandi, Ubac, Szenes, Vieira da Silva, Aguayo, Sima, Fernández, Assar, Braque, Le Brocquy, Asse, Bazaine, Nevelson, Chagall, Matisse, Bacon, Giacometti, Picasso, Dubuffet, Fiedler, Tal Coat, Rouault, Ferrer, Lam, Appel, Alechinsky, De Kooning, etc. (tous ces textes ont été réunis dans le volume Par-delà les figures, voir infra).
C'est en 1968 qu'il publie son premier livre de poèmes, La Saison dévastée, suivi d'autres livres faits avec des artistes comme Arpad Szenes, Jean Bazaine et Raoul Ubac. Ces livres sont réunis dans son premier grand recueil publié chez Flammarion en 1979, Terres, travaux du cœur. Simultanément, les éditions Galilée publient Un lieu hors de tout lieu, essai sur la poésie qui, à partir de l'évocation initiale des Géorgiques de Virgile, construit une réflexion sur la poésie et un manifeste pour une nouvelle poétique, marquée par la nostalgie d'un « lieu hors de tout lieu » et par « un devoir à chercher » dans l'obscur une « conjoncture » nouvelle entre les mots et les choses.
Il traduit en 1977 pour Gallimard une grande partie du livre phare de Jorge Guillén, Cantique — Guillén lui-même a traduit en espagnol quelques poèmes d'Esteban, qu'il a insérés dans son dernier livre, Final (1982). Il traduit aussi de nombreuses œuvres d'Octavio Paz, dont deux livres majeurs, Le Singe grammairien et Pétrifiée pétrifiante. C'est en 1980, sous le titre Poèmes parallèles, qu'il publie une anthologie de ses traductions, dont la préface, « Traduire », pose les principes d'une réflexion originale sur la poétique et la traduction de la poésie. En 1987, il rassemble ses essais sur la poésie dans Critique de la raison poétique chez Flammarion.
En 1983, il reçoit le prix Mallarmé pour Conjoncture du corps et du jardin, suite de poèmes en prose. Il fonde, la même année, la collection Poésie aux éditions Flammarion, dans laquelle il publie, entre autres, Jean Tortel, Jean-Luc Sarré, Nicolas Cendo, Esther Tellermann, Gérard Arseguel, Jacqueline Risset, Mathieu Bénézet, Emmanuel Mosès, Jean-Claude Schneider et Yves di Manno, lequel lui succède à la tête de la collection en 1993.
En 1989, trois ans après la mort accidentelle de sa femme, il publie Élégie de la mort violente, livre sur le deuil et la mémoire. C'est en 1993 que paraît Sept jours d'hier, suite de poèmes courts et denses qui suivent les « itinéraires du deuil » et tracent la voie d'un apaisement. Profondément marqué par la figure du roi Lear, il publie en 1996 Sur la dernière lande, poèmes de l'errance et du cheminement dans les décombres du sensible, qui convoquent les figures de la pièce de Shakespeare. La Société des gens de lettres lui décerne en 1997 le Grand prix de poésie de la SGDL pour l'ensemble de son œuvre.
La peinture reste pour lui un souci majeur. En 1991, il reçoit le prix France Culture pour Soleil dans une pièce vide, suite de narrations poétiques à partir de toiles d'Edward Hopper, dans lesquelles il brouille à dessein les frontières du récit et du poème. Il n'en continue pas moins d'écrire des essais sur l'art, et livre des approches lumineuses de Velázquez, Goya, Greco, Le Lorrain, Rembrandt, Saenredam ou encore Murillo, jusqu'à son dernier essai consacré au Caravage, L'Ordre donné à la nuit, dans lequel il retrace l'itinéraire de son regard et définit son approche de l'art.
C'est encore la peinture, celle des portraits du Fayoum, qui suscite l'écriture des poèmes de Fayoum, publié hors commerce en 1999 aux éditions Farrago puis en 2001 dans Morceaux de ciel, presque rien chez Gallimard, livre d'un certain accomplissement poétique qui lui vaut le Prix Goncourt de la poésie pour l'ensemble de son œuvre. En 2004, il livre ses ultimes réflexions sur la poésie dans Ce qui retourne au silence, qui comprend aussi un essai sur Robert Bresson et un autre sur les Récits de la Kolyma de Varlam Chalamov.
Il est Professeur de littérature espagnole à l'université de Paris-Sorbonne jusqu'en 1996, puis président de la Maison des écrivains de 1998 à 2004.
Il meurt subitement le 10 avril 2006 à Paris. Peu avant sa mort, sort en librairie une anthologie de ses poèmes, Le Jour à peine écrit (1967-1992), tandis que le manuscrit de son dernier livre et testament poétique est achevé sous le titre de La Mort à distance ; il paraît chez Gallimard un an plus tard, en mai 2007.

## Arthur Silent
Arthur Silent est un pseudonyme parodique de Claude Esteban.
En 1984, un livre intitulé Mémoires minuscules est publié dans la collection « Textes » des éditions Flammarion avec une préface d'Emmanuel Hocquard. Son auteur, le mystérieux Arthur Silent, est, selon la quatrième de couverture, « né à Namur en 1940 », « professeur de psychopathologie animale au Québec » et spécialiste de la « nouvelle poésie iroquoise ». Il est totalement inconnu, on précise qu'il a quitté « sa carrière scientifique pour se consacrer à l'écriture loin des continents à bord de sa goélette Hispaniola II ». Le livre est composé de trente-quatre histoires brèves où l'auteur apparaît comme agent de change, poète belge, archer japonais, goûteur de brume, etc.
L'ouvrage excite la curiosité, suscite maints articles de presse et se voit décerner en 1985 le prix des Deux Magots. On a beau conjecturer, on ne trouve pas qui se cache derrière ce nom. Ses amis Claude Esteban et Emmanuel Hocquard entretiennent le mystère, qui demeure même lorsqu'il se rend en personne, moustachu et manchot, à la remise du prix des Deux Magots. Personne ne reconnaît Claude Esteban sous ce déguisement.
En 1991, lors de la publication de Meurtre à Royaumont, Arthur Silent et Emmanuel Hocquard reçoivent conjointement à l'abbaye de Royaumont le prix Nabel de littérature, dont ils restent les uniques récipiendaires. C'est un prix parodique créé par Rémy Hourcade, directeur du Centre de Poésie & Traduction de la Fondation Royaumont, Emmanuel Hocquard et Claude Esteban, et décerné une seule fois pour cet unique ouvrage.
On peut lire à ce sujet « Le veau est un moment du frais », une enquête désespérée que mena alors la journaliste Laurence Paton à la recherche vaine du véritable Arthur Silent, dans L'ère du faux, Paris, Autrement, 1986, p. 113-119.

## Œuvres
| Poésie | Prose | Écrits sur l'art | Écrits sur la poésie | Traductions |
| ------ | ----- | ---------------- | -------------------- | ----------- |

### Poésie
- La Saison dévastée, pointes-sèches de Brigitte Simon, D. Renard Éditeur, 1968.
- Celle qui ne dort pas, aquatintes de Charles Marq, Galerie Jacob, 1971.
- Croyant nommer, dessins de Jean Bazaine, Galanis, 1971.
- Dans le vide qui vient, eaux-fortes d'Arpad Szenes, Maeght, 1976.
- Comme un sol plus obscur, gravures de Raoul Ubac, Galanis, 1979.
- Terres, travaux du cœur, Flammarion, 1979.
- Conjoncture du corps et du jardin suivi de Cosmogonie, Flammarion, 1983, prix Mallarmé.
- Douze dans le soleil, Orange Export Ltd., 1983.
- Le Nom et la Demeure, Flammarion, 1985.
- Élégie de la mort violente, Flammarion, 1989.
- Diario inmóvil, poèmes écrits en espagnol, publiés avec une traduction en italien de Jacqueline Risset sous le titre Diario immobile, Milan, Vanni Scheiwiller, coll. All’insegna del pesce d’oro, 1987 ; traduits en français par Emmanuel Hocquard et Raquel Levy sous le titre L'Insomnie, journal, Fourbis, 1991.
- Sept jours d'hier, Fourbis, 1993.
- Sept fables faciles, illustrations de Claude Royet-Journoud, Fourbis, 1995.
- Quelqu'un commence à parler dans une chambre, Flammarion, 1995.
- Sur la dernière lande, Fourbis, 1996.
- Fayoum, Farrago, 1999.
- Étranger devant la porte, I. Variations, Farrago, 2001.
- Morceaux de ciel, presque rien, Gallimard, 2001, prix Alain-Bosquet 2002.
- Le Jour à peine écrit (1967-1992), Gallimard, 2006.
- La Mort à distance, Gallimard, 2007.

### Prose
- Le Partage des mots, Gallimard, coll. L'un et l'autre, 1990.
- Soleil dans une pièce vide, Flammarion, 1991, rééd. Farrago, 2003, prix France Culture.
- Choses lues, Flammarion, 1998.
- Janvier, février, mars. Pages, Farrago, 1999.
- Trajet d'une blessure, Farrago, 2006.
- Sous le nom d'Arthur Silent :
  - Mémoires minuscules, Flammarion, coll. Textes, 1984, prix des Deux Magots.
  - Meurtre à Royaumont, éd. Royaumont, 1991.

### Écrits sur l'art et monographies
- Chillida, Maeght, 1971.
- Veilleurs aux confins (Fernández, Morandi, Sima, Szenes, Tal-Coat, Ubac, Vieira da Silva), Fata Morgana, 1978.
- L'Immédiat et l'Inaccessible, Galilée, 1978 (essais sur Baudelaire et la peinture, Matisse, Morandi, Giacometti, Vieira da Silva, Szenes, Ubac, Aguayo, Picasso, Dubuffet, Paulhan, Bacon, Breton et le surréalisme, Bonnefoy et la peinture).
- Ubac, Maeght, 1978.
- Palazuelo, Maeght, 1980.
- Traces, figures, traversées. Essais sur la peinture contemporaine, Galilée, 1985 (essais sur Braque, Chagall, Morandi, Sima, De Kooning, Fernández, Aguayo, Lam, Szenes, Bazaine, Ubac, Tal-Coat, le vitrail contemporain, Hayter, Bacon, Le Brocquy, Assar, Palazuelo, Appel et Alechinsky).
- Le Travail du visible, Fourbis, 1992.
- Trois Espagnols. Velázquez, Goya, Picasso, Farrago, 2000.
- Les Gueux en Arcadie/Los pícaros en Arcadia, Casa de Velázquez, 2000 (essai sur Les Buveurs de Velázquez).
- La Dormition du Comte d'Orgaz, Farrago, 2002 (essais sur Greco, le Lorrain, Saenredam, Velázquez, Rembrandt, Murillo, Goya, Picasso).
- L'Ordre donné à la nuit, Verdier, 2005 (essai sur Caravage).
- Par-delà les figures. Écrits sur l'art, 1964-2006, édition des écrits complets sur l'art, établie et annotée par Xavier Bruel et Paul-Henri Giraud, préface de Pierre Vilar, L'Atelier contemporain, 2024, 952 p.

### Écrits sur la poésie
- Un lieu hors de tout lieu, Galilée, 1979.
- Critique de la raison poétique, Flammarion, 1987 (trois essais sur la poésie, un essai sur la traduction, essais sur Hölderlin, Machado, Saint-John Perse, Jorge Guillén, Bachelard, Bonnefoy, Jaccottet, Bernard Noël, Adonis, Octavio Paz).
- D'une couleur qui fut donnée à la mer, Fourbis, 1997 (essais sur le langage du poème, sur Nerval traducteur de Heine, sur García Lorca et traductions de Virgile et T.S. Eliot).
- Étranger devant la porte, II. Thèmes, Farrago, 2001 (essais sur Mallarmé, Reverdy, Char, Du Bouchet, Dupin, la traduction de la poésie, et la traduction collective à la Fondation Royaumont.)
- Ce qui retourne au silence, Farrago, 2004 (essais sur la poésie en France après la guerre, sur la voix et le poème, sur Stanley Cavell, Yves Bonnefoy, Robert Bresson et Varlam Chalamov)

### Principales traductions
- Poèmes parallèles, Galilée, 1980 (anthologie de ses traductions de Góngora, Quevedo, Jiménez, Guillén, Aleixandre, Vallejo, Paz, Pizarnik, Pessoa et Gimferrer).
- Jorge Luis Borges, Les Conjurés - Le Chiffre, Gallimard, 1988.
- Federico García Lorca, Romancero gitan - Poème du Chant profond, Aubier/Flammarion, 1995.
- Federico García Lorca, Ferias, Ed. du Félin/Arte, 1998.
- Jorge Guillén, Au-delà, gravures d'Eduardo Chillida, Maeght, 1973.
- Jorge Guillén, Cantique, Gallimard, 1977.
- Octavio Paz, Le Singe grammairien, Skira, coll. « Les sentiers de la création », 1972 ; 1re rééd. Flammarion, coll. « Champs », 1982 ; 2e rééd. in Octavio Paz, Œuvres, Gallimard, coll. « Bibliothèque de la Pléiade », 2008, p. 365 sq.
- Octavio Paz, Pétrifiée pétrifiante, eaux-fortes d'Antoni Tàpies, Maeght, 1979.
- Octavio Paz, Le Feu de chaque jour, Gallimard, 1986.
- Octavio Paz, La Flamme double, Gallimard, 1994.
- Francisco de Quevedo, Monuments de la mort, trente et un sonnets, Deyrolle, 1992.
- Virgile, Quatrième bucolique, in Passeurs de mémoire, Poésie/Gallimard, 2005.

## Adaptations
- Scénographies d'Edward Hopper, mélologue pour récitant et onze cordes de Graciane Finzi, sur des textes de Soleil dans une pièce vide de Claude Esteban, créé le 24 mars 2014 au Théâtre des Célestins à Lyon avec Claudia Stavisky, récitante, et le Paris Mozart Orchestra dirigé par Claire Gibault, et reprise le 15 avril 2015 à la Philharmonie de Paris avec Aurore Ugolin en récitante. L'œuvre a été enregistrée le 26 novembre 2016 à la Grande Salle de l'Arsenal de Metz avec Natalie Dessay en récitante, le même orchestre sous la même direction, et publiée dans le double album Pictures of America (Sony Classical).